# Marie-Curie-Gymnasium Wittenberge
Das Marie-Curie-Gymnasium ist ein staatliches Gymnasium in der brandenburgischen Stadt Wittenberge. Dort hat die Schule zwei Standorte, die Schulgebäude sind beide als Baudenkmal geschützt. Die Vorläuferschule des Gymnasiums wurde 1895 gegründet. Das heutige Gymnasium hat einen naturwissenschaftlichen Schwerpunkt und ist seit dem Jahr 2000 Mitglied im Verein mathematisch-naturwissenschaftlicher Excellence-Center an Schulen (MINT-EC).

## Geschichte
Das Gymnasium wurde am 24. Januar 1895 als höhere Privat-Knabenschule gegründet. 1898 wurde die Schule in städtische Trägerschaft überführt. Am 20. April 1900 konnte das für 100.000 Mark in gut einjähriger Bauzeit errichtete Realschulgebäude in der Sandfurttrift bezogen werden. Man verzichtete zunächst aus Kostengründen auf den Bau einer Turnhalle und einiger Klassenräume. Diese wurden erst 1913 ergänzt. In jenem Jahr wurde die Schule auch als vollwertiges Reformrealgymnasium anerkannt.
1927 legten die ersten vier Mädchen ihre Reifeprüfung ab. In der Zeit der Weimarer Republik trug die Schule den Namen Friedrich-Ebert-Gymnasium, der im Dritten Reich unter Hitler sofort wieder abgeschafft wurde. Während des Zweiten Weltkrieges wurde das Schulgebäude als Lazarett genutzt und der Schulbetrieb eingestellt.
1946 fanden die ersten Reifeprüfungen nach dem Krieg statt. Am 2. Dezember 1959 wurde das Gymnasium in eine Erweiterte Oberschule (EOS) umbenannt. Am 6. Oktober 1970 erhielt die Schule den Namen Karl Marx. Am 18. März 1983 wurde deshalb vor dem Schulgebäude ein Karl-Marx-Denkmal eingeweiht.
Nach der Wiedervereinigung begann 1991 die vollständige Sanierung des Gebäudes und der Name Karl Marx wurde wieder abgelegt. 1997 erhielt das Gymnasium Wittenberge im Rahmen einer Feier den Namen „Marie-Curie-Gymnasium Wittenberge“ zu Ehren der Chemikerin und Physikerin Marie Curie.

## Standorte und Architektur

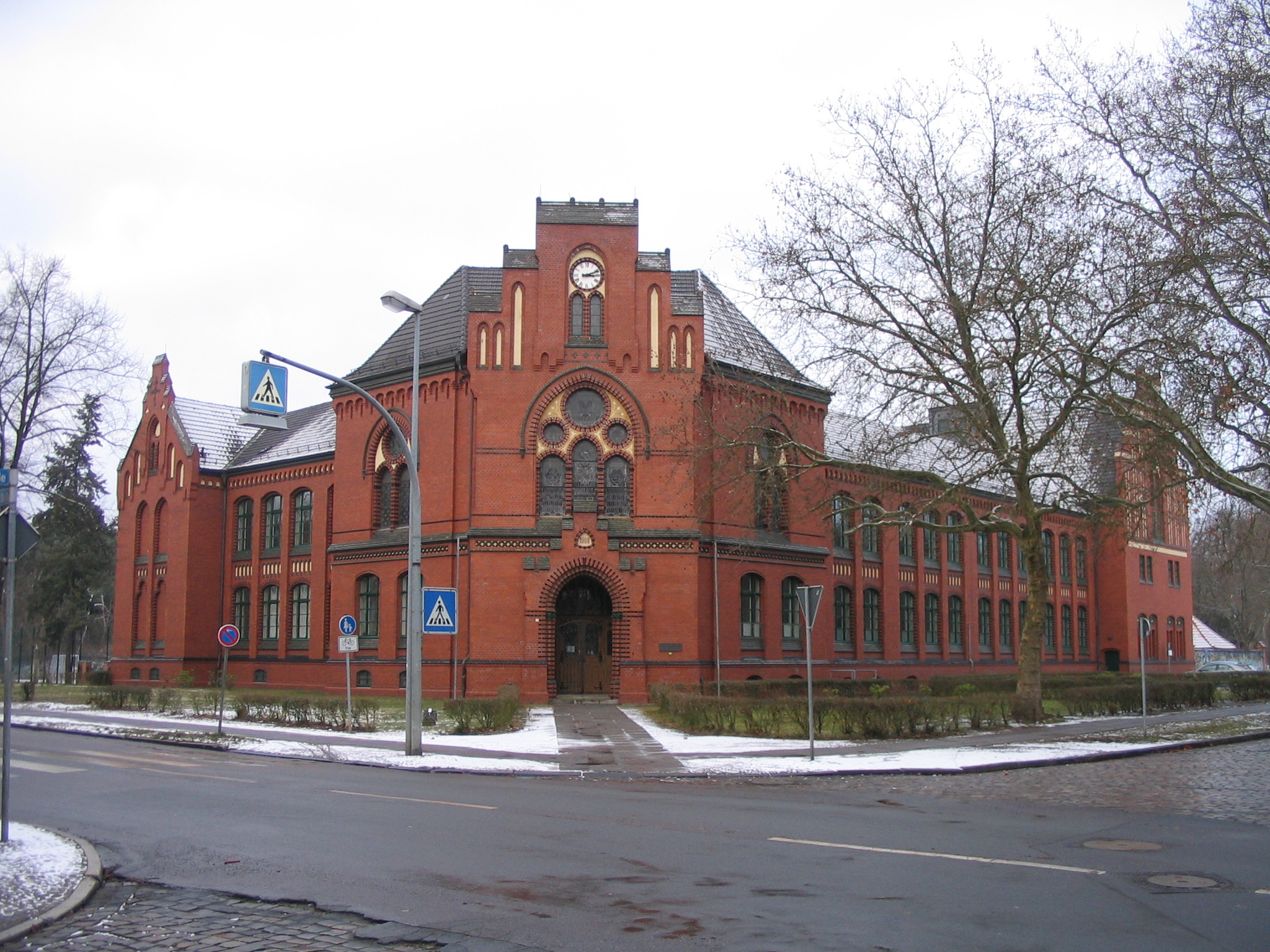
Hauptgebäude (Haus 1, Ernst-Thälmann-Straße 2)

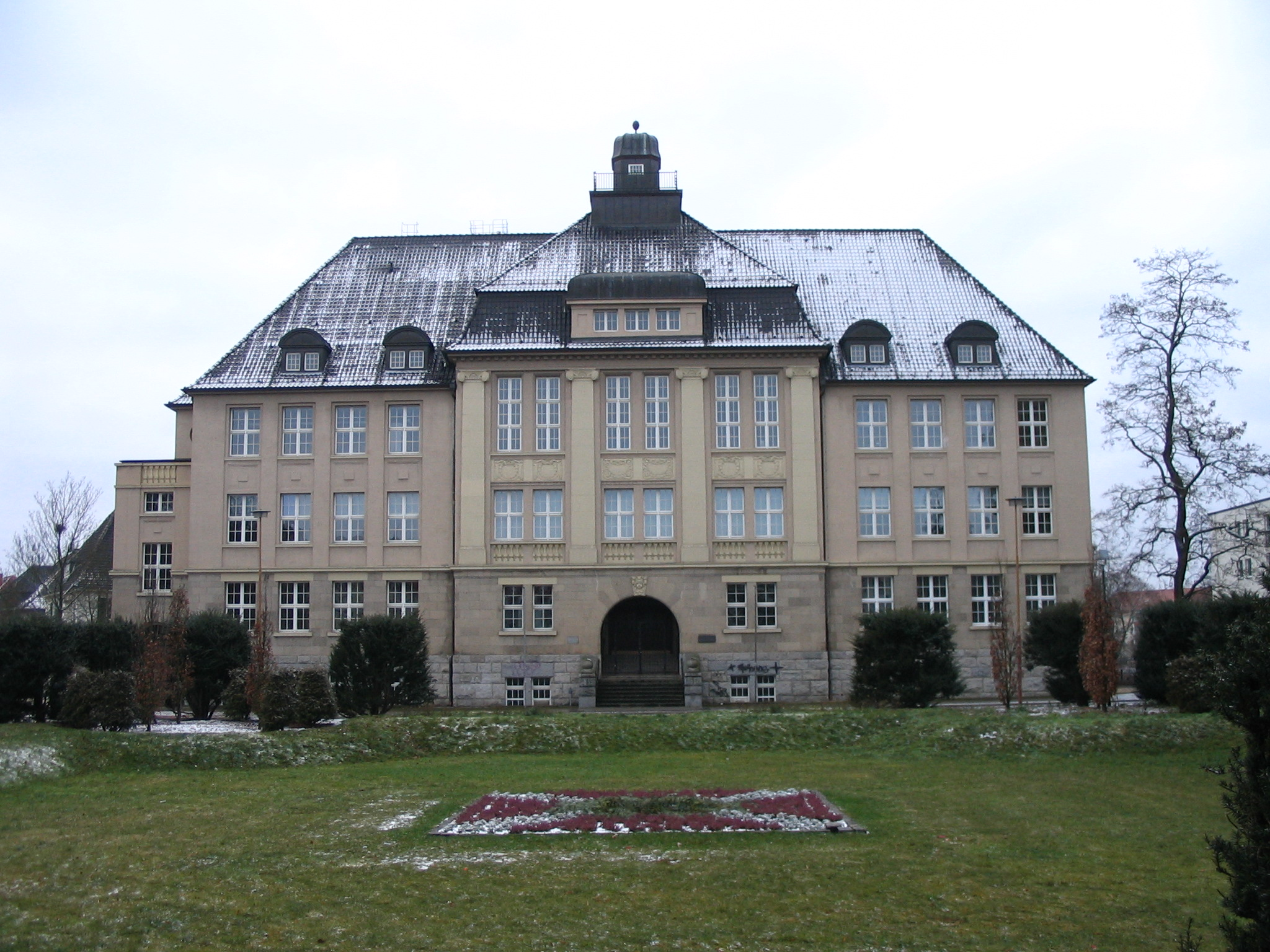
Ehemaliges Lyzeum (Haus 2, Wiglowstraße 12)

Das Hauptgebäude (Haus 1) wurde 1899–1900 nach Plänen des Wittenberger Stadtbaurats Friede Everhard Bruns errichtet. Der Standort an der Ecke von Sandfurttrift und heutiger Ernst-Thälmann-Straße liegt etwas nördlich des Stadtzentrums, unmittelbar an Stadtpark und Clara-Zetkin-Park angrenzend. Das zweigeschossige Gebäude hat einen L-förmigen Grundriss und ist mit Sichtziegelfassaden im neugotischen Stil gestaltet. Der große Staffelgiebel über dem Haupteingang zitiert die Heilig-Grab-Kapelle im Prignitzer Kloster Heiligengrabe.
Das Haus 2 an der Wiglowstraße befindet sich direkt neben dem Rathaus Wittenberge, etwa 500 m südlich des Hauptgebäudes, und damit näher an Stadtzentrum und Elbe. Das Gebäude wurde von 1914 bis 1916 für das städtische Lyzeum errichtet, ebenfalls nach Plänen von Friede Everhard Bruns. Das dreigeschossige Gebäude weist ein Walmdach mit Dachturm auf, die Fassade ist verputzte und symmetrisch gestaltet. Das Gebäude zählt zum Neoklassizismus.

## Bekannte Ehemalige
- Hermann Warnecke (1861–1908), Philologe und erster Direktor der Schule unter städtischer Trägerschaft, Schuldirektor von 1899 bis zu seinem Tod 1908[3]
- Willy Baldow (1862–?), Philologe und Schuldirektor von 1908 bis 1927[3]
- Hans Kropp, Schuldirektor von 1927 bis 1933, dann wieder von 1945 bis 1949
- Karl-Otto Prietzel (* 1936), Ingenieur und Hochschullehrer, 1955 Abitur an der Einheitsschule für Mädchen & Jungen Wittenberge
- Karl-Heinz Straßburg (1944–2017), Kommunalpolitiker, stellvertretender Direktor der Schule
- Bernd Rudow (* 1947), Psychologe und Arbeitswissenschaftler, 1966 Abitur an der EOS Wittenberge
- Stefanie Thurmann (* 1982), Sportlerin (Sportschießen), 2001 Abitur am Marie-Curie-Gymnasium
- Robert Bläsing (* 1982), Politiker (FDP), 2002 Abitur am Marie-Curie-Gymnasium